# 関根龍一
関根 龍一（せきね りゅういち、1988年6月11日 - ）は、日本の男性プロレスラー。福島県須賀川市出身。プロレスリングBASARA所属。血液型A型。

## 経歴
2008年1月3日、KAIENTAI DOJO千葉Blue Field大会の対柏大五郎戦でデビュー。
2011年3月20日、稲松三郎&ランディ拓也組に勝利して真霜拳號と共にWEWハードコアタッグ王座を獲得。10月9日、HIROKI&真霜組に勝利して稲松と共にSTRONGEST-K TAG王座を獲得。
2012年8月3日、DDTプロレスリングで焼き鳥に勝利してアイアンマンヘビーメタル級王座を獲得。
2013年6月30日、千葉Blue Fieldで「関根龍一プロデュース興行〜燃えよドラゴンワン〜」を開催。8月11日、TAKAみちのくに勝利してUWA世界ミドル級王座を獲得。
2014年2月16日、ユニット「Bozz連合」を結成。9月、大日本プロレスで開催された「大日本最侠タッグリーグ戦」に稲松とタッグを組んで出場。
2015年3月から4月、大日本で開催された「一騎当千 DEATH MATCH SURVIVOR」に出場。9月、大日本で開催された「大日本最侠タッグリーグ戦」に伊東竜二とタッグを組んで出場。
2016年1月21日、プロレスリングBASARAに移籍。
2017年1月8日、木高イサミ&塚本拓海組に勝利して中津良太と共にNWAインターナショナルライトタッグ王座を獲得。
2018年2月、BASARAで開催された「IRON FIST TAG TOURNAMENT」に中津と共に出場して優勝。
2019年3月27日、久保佑允&FUMA&SAGAT組に勝利して藤田ミノル、木高イサミと共に横浜ショッピングストリート6人タッグ王座を獲得。5月6日、中津に勝利してユニオンMAX王座を獲得。
2021年1月15日、精神的な理由により、翌2月より無期限欠場することが発表された。Twitterでは地元に帰り、農業および林業に従事する様子がつぶやかれている。
2022年12月11日、プロレスリングBASARA後楽園ホール大会にて復帰、しばらくは限定参戦となる。
12月12日、元東京女子プロレス所属の天満のどかとの結婚を発表。

## 得意技
バックドロップ
カミカゼ
カナディアンロッキーバスターと同型。
レッツ・コンバイン
抱え込み式逆エビ固めと同型。
36ハンマー
助走しながら両手を握った両腕を振り抜いて相手の胸板にチョップをするような感じで叩き込む。
龍切
バズソーキックと同型。仰向けになった相手の上半身を起こして相手の左側頭部を振り抜いた右足の甲で蹴り飛ばす。
昇龍
パントキックと同型。
龍蹴斗
PKと同型。
各種キック

## 入場曲
- 龍魂（ドラゴンスピリッツ）

## タイトル歴
KAIENTAI DOJO
- UWA世界ミドル級王座（第58代）
- STRONGEST-K TAG王座（第16代、第21代）（パートナーは稲松三郎→真霜拳號）
- WEWハードコアタッグ王座（第26代、第28代、第35代、第36代）（パートナーは真霜拳號×2→稲松三郎→那須晃太郎）

DDTプロレスリング
- アイアンマンヘビーメタル級王座（第948代）

プロレスリングZERO1
- NWAインターナショナルライトタッグ王座（第22代）（パートナーは中津良太）

プロレスリングBASARA
- ユニオンMAX王座（第12代）
- UWA世界6人タッグ王座（第63代）（パートナーは木高イサミ、下村大樹）
- IRON FIST TAG TOURNAMENT優勝（2018年）（パートナーは中津良太）

大日本プロレス
- 横浜ショッピングストリート6人タッグ王座（第30代）（パートナーは藤田ミノル、木高イサミ）

## 関根龍一ドラゴンワンへの道
KAIENTAI DOJO時代に関根と先輩プロレスラーで名前や異名などで龍、竜、ドラゴンなどの文字に縁のある選手とシングルマッチとタッグマッチが行われた。
- vol.1 : 伊東竜二
- vol.2 : 高岩竜一
- vol.3 : ウルティモ・ドラゴン
- vol.4 : 天龍源一郎
- vol.5 : 藤波辰爾
- FINAL : 藤波辰爾